# Stellingwerfs
Stellingwerfs (ISO 639-3: stl; stellingwerfstellingwarfs, neuniederdeutsch), jedan od službenih jezika u Nizozemskoj, član jezične podskupine donjosaksonskih jezika, šire donjonjemačke skupine. 
Govori se na malenom području u regiji Stellingwerven (općine Oost-Stellingwerf i West-Stellingwerf) u provinciji Friziji (Friesland). Stellingwerfs čini malenu enklavu unutar frizijskog govornog područja, i njime se služi 1/3 stanovništva ove dvije općine. Ovdje je došao 1498. osvajanjem Aberta Saksonskog.

## Vanjske poveznice
- Ethnologue (14th)
- Ethnologue (15th)